# Eacles decoris
Eacles decoris är en fjärilsart som beskrevs av Rothschild 1907. Eacles decoris ingår i släktet Eacles och familjen påfågelsspinnare. Inga underarter finns listade i Catalogue of Life.